# Spark (アプリケーション)
Sparkは、Readdle 社（ウクライナ）が提供する watchOS、iOS、iPadOS、macOS、Android、Windows 端末向けの電子メールアプリケーション。
2015年、ライフハッカーは、Mailbox のサービス終了後の乗り換え先として最高の選択肢であると書いた。

## 歴史
2019年4月2日、Readdle 社は、同社初の Android プラットフォーム向けのモバイルアプリケーション Spark forAndroid をリリースした。